# L–159 ALCA

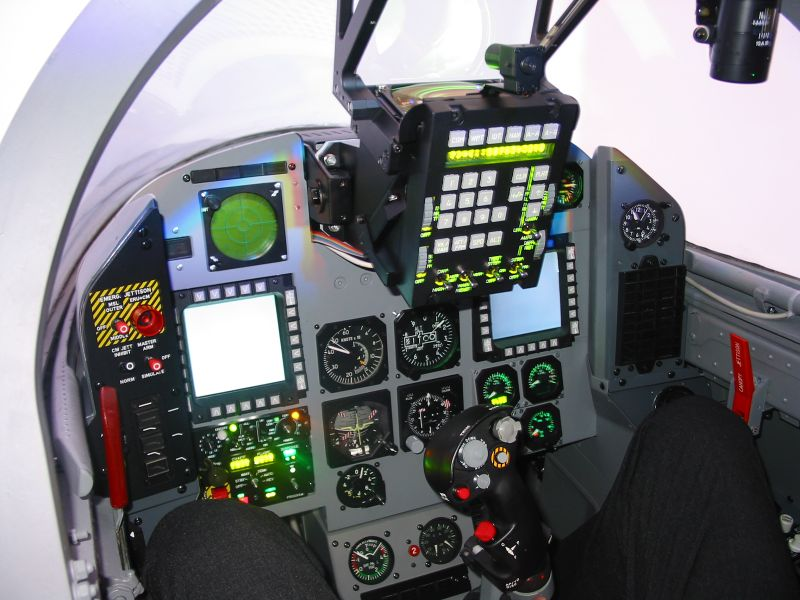
Az L–159 műszerfala

Az L–159 ALCA (a betűszó feloldva: Advanced Light Combat Aircraft, magyarul Fejlett könnyű harci repülőgép) a cseh AERO Vodochody repülőgépgyár által kifejlesztett szubszonikus (hangsebesség alatti) sebességű könnyű, harci és kiképző-gyakorló repülőgép.
A modellt a szintén az AERO Vodochody által gyártott L–29 Delfín és L–39 Albatros kiképző-gyakorló géptípus leváltására fejlesztették ki a cseh kormány megrendelésére. Az elődöknek számító típusokat jelenleg a világ 25 légierejében találhatjuk meg, közel 2900 darabszámmal. A cseh kormány összesen 72 darab L–159 ALCA típusú, a NATO-szabványoknak megfelelő repülőgépre adott megrendelést az ország légiereje számára. A modellek 3 típusban kerültek kifejlesztésre az együléses harci változatban (L–159A), a kétüléses kiképző-oktató változatban (L–159B) valamint a  szintén kétüléses, L–159T1 névre keresztelt változat, amely alkalmas a pilóták kiképzésére és gyakorlatban tartására, ugyanakkor megőrizte harci potenciálját is. A Cseh Légierő a haderő modernizációja után csak 24 db-ot tartott továbbra is szolgálatban, 2015-ben az Iraki légierő is elkezdte rendszeresíteni a típust, ők összesen 15 darabot vásároltak meg.

## Története
A kétüléses prototípus 1997. augusztus 2-án repült először, egy évvel később követte az együléses harci L–159A, amelyet már a teljes elektronikával látták el. Az első éles lövészetet a modellel Norvégiában végezték el, mivel Csehországban nem volt megfelelő terület a harci gyakorlathoz.
Az első sorozatban gyártott példányt 2000 áprilisában adták át a Cseh Légierőnek míg az utolsó, 72. gépet 2003-ban. A bevezetőben említett, időközben bekövetkezett cseh haderőreform miatt 48 db-ot a berepülés után rövid időn belül visszaszállítottak a gyártóhoz, ahol lekonzerválták őket és az akkori cseh kormány az eladásuk mellett döntött. Az AERO Vodochody jelenleg mindent elkövet annak érdekében, hogy minél jobb kondícióban tartsa a gépeket. Rendszeresen elvégzik a hajtóművek próbáját és az időszakosan szükséges javításokat, felülvizsgálatokat, a tartós tárolási eljárásoknak megfelelően.
Eladásukban komoly nehézséget jelent az a tény, hogy a repülőgép fejlesztése során több amerikai gyártású berendezést és rendszert is beépítettek az L–159-esekbe, ezért az exportpiacot jelentő országok listájába komoly beleszólása van az USA-nak is, ami miatt több elődmodellt üzemeltető ország kiesik a potenciális vásárlók köréből. A cseh kormány és az AERO Vodochody a kezdeti sikertelenségek miatt jelenleg az eredeti ár töredékét jelentő jelképes áron próbálja meg lekonzervált gépeit eladni, hiszen az üzemeltetés és az alkatrészellátás továbbra is jelentős bevételforrást jelentene.
A gépek eladási igényének megjelenése óta több országnak is próbálták a típust eladni, ám a hasonló modelleket gyártó és exportáló országok lényegesen erősebb gazdasági és hadügyi lobbija miatt rendszerint elvesztették a pályázatokat. Jelenleg Magyarország, Ausztria és Bolívia gondolkodik a típus rendszeresítésén. Felmerült annak a lehetősége is, hogy az európai EADS konzorcium egy csere keretében szállítana korszerű CASA C-295-ös teherszállító repülőgépeket a Cseh Légierőnek, darabonként 5-5 db L–159-ért cserébe, amelyekre ők keresnének vevőt ill. született egy megállapodás a svéd SAAB céggel is, aminek keretében a Gripen-csoport segítené az ALCA-k eladását egy harmadik fél számára.
2016-ban, 13 évnyi szünet után az Aero Vodochody újrakezdte a típus gyártását és az Iraki Légierő számára épít egy L–159T1 változatú gépet. Ez az Iraknak eladott 11 db-os csomag része, a többi gépet a Cseh Légierő állományából vette át az iraki fél. A cég további gépek építését tervezi más megrendelők számára.

## A típus leírása
Az L–159-es az L–39 Albatros alapjain továbbfejlesztett, az elődtípus teljesítményét és alkalmazási lehetőségeit messze túlszárnyaló modell. Fedélzeti elektronikája szinte teljesen azonos fejlettségi szintet mutat a jelenlegi negyedik generációs vadászgépekkel. A típus többek között rendelkezik a Flight Visions FV–3000 típusú széles látószögű HUD-rendszerrel, amelyik a pilóta látómezejében jeleníti meg az összes lényeges adatot, valamint a kabinbelső HOTAS-rendszerben (Hands On Throttle And Stick, magyarul „kezek a boton és a gázkaron”) került kialakításra, segítve a harc közbeni könnyű kezelhetőséget, illetve az ilyen rendszerű harci repülőgépekre is felkészíti a pilótákat. A típus műszerfalán 2 db színes, többfunkciós folyadékkristályos kijelző (MFD) kapott helyet, valamint néhány másodlagos elektromechanikus műszer. Az ALCA-t ellátták radarbesugárzást jelző rendszerrel és Honeywell H–746-os kombinált navigációs és kommunikációs rendszerrel. A fedélzeti elektronika a MIL STD 1553B (STANAG 3838) katonai szabványú digitális adatbuszrendszer alapjaira épül, amely lehetővé teszi a későbbi fejlesztéseket és átépítéseket is. Az ALCA robotpilóta rendszerét a Lear Astronics cég fejlesztette. Harcászati hatékonyságát a fejlett olasz gyártmányú GRIFO F radar segíti. A pilótafülkét „dupla nullás”, vagyis földön álló helyzetben is alkalmazható cseh fejlesztésű VS–2-es katapultüléssel látták el. A jobb túlélési képesség érdekében a pilótát kevlar- és kerámiapáncél óvja az esetleges sérülésektől.
Sárkányszerkezetének megerősítése és harci terhelhetősége jelentős tömegnövekedést vont maga után (4,7 tonnáról 8 tonnára nőtt a max. felszállótömeg), de repülési és manőverezési teljesítménye mégsem romlott és üzeme gazdaságosabbá vált az amerikai tervezésű Allied Signal F124–GA–100 digitális, FADEC elektronikus vezérlőrendszerrel ellátott kétáramú gázturbinás sugárhajtóműinek köszönhetően.

## Fegyverzete
Az L–159 ALCA 7 db fegyverfelfüggesztő csomópontjára összesen 2,3 tonna össztömegben szerelhető fegyverzet.
Alkalmazható fegyverek:
- 20 mm-es ZVI Plamen PL–20-as gépágyú-konténer
- AIM–132 ASRAAM légiharc-rakéta
- AIM–9 Sidewinder légiharc-rakéta
- IRIS-T légiharc-rakéta
- AGM–65 Maverick földi célok elleni irányított rakéta
- AGM–88 HARM radarromboló irányított rakéta
- Mk 82 és Mk 83 típusú hagyományos siklóbomba
- GBU–12 Paveway II és GBU–16 Paveway II típusú lézervezérlésű bomba
- CRV–7 típusú, nem irányított rakétákat tartalmazó rakétakonténer
- BDU–33 és Mk 106 típusú gyakorlóbomba

## Altípusok
- L–159A: Együléses harci változat teljes elektronikával felszerelve.
- L–159B: Kétüléses kiképző-gyakorló változat.
- L–159T1: Harci feladatokra alkalmas kétüléses kiképző-gyakorló változat teljes elektronikával felszerelve.

## Alkalmazhatóság
- Légi rendészeti feladatok ellátása: kisméretű túrarepülőgépekkel végzett terrorakciók, egyéb jogszabályellenes légi tevékenység megakadályozása; eltévedt vagy engedély nélkül repülő gépek elfogása, azonosítása, segítése. Fedélzeti radarjával még rossz látási viszonyok között is képes a kisméretű légi célok felderítésére. Továbbá földi csapatok támogatására és légi felderítésre is jól alkalmazható.

## L–159 a Magyar Légierőnél
A Magyar Légierő fennállásának 70. évfordulója alkalmából (2008-ban) megtartott konferencián többek között elhangzott, hogy a kivonásra kerülő L–39 Albatros és MiG–29-es gépek helyett 14 db új vadászrepülőgépet kell beszerezni, mivel a 14 db Gripen nem elégséges a magyar légtér védelmére és ellenőrzésére, továbbá a komoly költségek árán kiképzett és a gépkivonás után felszabadult pilótáknak repülőórákat kell biztosítani. A felvázolt lehetőségek szerint a döntés a JAS 39 Gripen és az L–159 ALCA között születik meg. Szekeres Imre honvédelmi miniszter több nyilatkozatában is utalt rá, hogy Magyarországnak az olcsó üzemeltetési költségű L–159 ALCA-t kellene választania. A beszerzésből nem lett végül semmi. A Gripen flotta bővítése ma is napi renden van, bár döntés nem született róla. 2022 áprilisában bejelentették 12 L-39NG beszerzését, ezzel az L–159 ALCA beszerzése vélhetően végleg lekerült a napirendről.